# Joan Navarro Tercero
Pour les articles homonymes, voir Joan Navarro.
Joan Navarro i Tercero, né à Oliva (province de Valence) en 1951, est un poète espagnol d'expression catalane.

## Biographie
Sa première œuvre Grills esmolen ganivets a trenc de por remporte le prix Vicent Andrés Estrellés de poésie en 1973,.
Sur le plan professionnel, il exerce comme professeur de philosophie.
Selon le critique littéraire Francesc Calafat : « La poésie de Navarro exige que nous la situions au-delà d'une vision historique, car elle évolue dans une galaxie personnelle où se mêlent le substrat intemporel, les cultures anciennes et modernes, les mondes occidental et oriental »,.
Son nom figure dans les anthologies les plus marquantes de la poésie catalane des années 1970 : Carn fresca (1974), Les darreres tendències de la poesia catalana (1968-1979) ou La nova poesia catalana (1980), et d'autres publiées en Espagne ou à l'étranger, parfois dans des versions traduites.
En 1991, Joan Navarro publie chez Tres i Quatre son seul roman, Drumcondra.
Depuis 1999, il coordonne la revue en ligne SèrieAlfa. Art i literatura,.

## Coltell al cap
Avec la plaquette Coltell al cap, Joan Navarro remporte la violette d'or et d'argent aux Jeux floraux de Barcelone de 1981. Comme indiqué sur la plaquette, le texte fait référence au film de Reinhard Hauff Le Couteau dans la tête, comme indiqué sur la plaquette. Il rapporte une promenade dans la ville de Valence, mais qui n'est identifiée que vers la fin du livre : « El meu amor va morir a la ciutat de les torres » (« Mon amour est mort dans la ville des tours ») ; avant, on retrouve le narrateur en train de flâner à Prague : « Escrivia el seu nom per les parets de Praga, i no et coneixia. Sols sabia dels teus ulls » (« J'écrivais son nom sur les murs de Prague, et je ne te connaissais pas. Je ne savais que par tes yeux. ») ;  « Abillat de màscares em passejo pels carrers. Farsant i rabiüt » (« Portant des masques je marche dans les rues. Menteur et rageux »). Le narrateur invite le lecteur à participer, d’être lui aussi un flâneur amoureux et de découvrir la ville : « Imagineu-vos que un bon dia anem pel carrer buscant qui en un temps us va estimar » (« Imaginez-vous qu’un bon jour nous marchions dans la rue à la recherche de celui qui vous a aimé un jour »).

## Drumcondra
Drumcondra (1991) a été décrit comme un anti-roman. Le livre rapproche le lecteur de la manière d'écrire et lui permet de se sentir un alter ego touristique du poète Joan Navarro. Sur la quatrième de couverture, Salvador Jàfer avertit :
« Són els viatges del cor: avingudes del somni, ponts de l'amor, travesseres dels ulls, barris de la pell, la botànica del desig. De Berlín a València »
« Ce sont les voyages du cœur : avenues du rêve, ponts de l'amour, traversée des yeux, quartiers de la peau, la botanique du désir. De Berlin à Valence. »
Le livre est daté et localisé : Dublin, Berlin, Valence. Février 1988-juillet 1990. Sa connaissance des villes se forme tout en reliant des noms qui lui sont significatifs, depuis une perspective personnelle ou collective dans laquelle se produit un dédoublement entre la voix qui doit se rappeler les faits et une autre plus attentive à la petitesse, à l'expérience dans la ville vécue. Quand on visite une ville, il y a deux façons de l'affronter : l'observer « com s'observen els animals dins les gàbies dels zoològics [...] Contemplar-la com un quadre o una bella estàtua del qualsevol museu. Imatges de la ciutat dissecades per l'ull mut d'una Polaroid » (« comme on observe les animaux dans les cages des zoos [...] La contempler comme un tableau ou une belle statue de n'importe quel musée. Images de la ville disséquées par l'œil muet d'un Polaroïd ») ou bien « delerava que m'encomanessin la seva malaltia » (« J'étais dans le désir qu'on me transmette sa maladie »),.
La ville agit comme un sismographe et le protagoniste sera son aiguille instable, et à chaque visite, il y a des divergences, des contrastes, qui nous font voir une nouvelle ville. Navarro perçoit les villes (Dublin, Berlin) comme un palimpseste, dans lequel il faut lire à la recherche de couches d´ecritures successives surimprimées,.
Les architectes offrent un espace neutre, une ville fonctionnelle. Les piétons, eux, aiment regarder, entrer dans la ville, sous un angle différent, pas du tout planifié, laissant place au hasard, à l'inattendu. Ils créent ainsi des cartes vécues de l’espace urbain. Au contraire, Joan Navarro construit son Dublin (et Berlin) comme un espace multidimensionnel aux significations multiples. Le passé chevauche le présent, la fiction chevauche la réalité, les itinéraires physiques dessinent une carte des sentiments et des expériences, la vie privée entre en collision avec la vie publique. Et cette réaction se synthétise dans des espaces prestigieux. Drumcondra est le quartier de Dublin où se déroule une partie de l'Ulysse de James Joyce ; à l'hôtel Ormand, il lui semble entendre la voix de Léopold Bloom ; le Jardin botanique, la place Magdeburg et l'Hôtel Explanade, le quartier de Kreuzberg, etc. Dans Drumcondra, Navarro crée une géographie des lieux, physiques et mentaux, dans une tonalité intime, qui dessine une carte sentimentale de son expérience dans la ville. Sur cette carte, il revendique son Dublin, qui est aussi celui de Joyce, en parcourant ses rues avec Gerard McGuirk, un nom qui évoque une famille des histoires de W. B. Yeats, l'émigration irlandaise et la lutte contre la couronne anglaise, l'insurrection de 1916, le Berlin en noir et blanc de Wim Wenders ou celui de Lou Reed, les matins ordinaires, :
« quan el lleter anava deixant les botelles a les portes de les cases i els botiguers aixecaven les persianes metàl·liques dels seus negocis. Quan les campanes de les esglésies tocaven a missa de set. »
« Quand le laitier laissait les bouteilles à la porte des maisons et que les commerçants relevaient les volets métalliques de leurs commerces. Quand les cloches des églises sonnaient la messe de sept heures. »
Dans sa connaissance de la ville, il adopte un « récit sensoriel ». La lumière, ou le bruit, la musique et les arômes, mais ce sont aussi les racines, les siennes et celles du lieu où il se rend. La ville est tout cela, une construction mentale que construite à partir de la propre expérience de vie et le narrateur évoque, prolonge et raconte ce qui lui donne forme : « És convenient traure les arrels a passeig, altrament acaben podrint-se » (« Il faut enlever ses racines en promenade, sinon elles finissent par pourrir »). Un environnement intériorisé comme expérience intime qui fait émerger la littérature.
De retour à Valence, il devra rééduquer ses habitudes, en superposant les deux villes, celle qu'il a abandonnée et celle qu'il (re)découvre à son retour, :
« [...]reconéixer-ne els carrers i les places, les parades d'autobús, els rostres de la gent que m'era coneguda. Seria inútil buscar algun indret que s'assemblés a algun indret on havia gaudit a Dublín, perquè no el trobaria. »
« [...]en reconnaître les rues et les places, les arrêts de bus, les visages des gens que je connaissais. Il serait inutile de chercher un endroit qui ressemble à un endroit que j'ai apprécié à Dublin, car je ne le trouverais pas. »
Il y a cependant la « schizophrénie spatiale », typique de la ville, la magie secrète de sa géographie, une confusion du temps et de l'espace. Navarro substitue à ce qu’il voit dans le présent ses souvenirs du passé. Des espaces séparés pour un certain temps, pas excessivement long, mais qu'il doit identifier pour reconnaître la « réalité », c'est-à-dire démêler entre ce dont il se souvient et ce qu'il voit réellement, :
« Hauria de viure sense ells com ho havia fet abans d'arribar-hi. Seria una altra mena de vida. Una altra existència per descabdellar un dia rere l'altre. Viuria amb fantasmes, ombres travessant els ponts de la meua ciutat. Paraules que ningú no pronunciaria, però que jo escoltaria nítidament qualsevol vesprada plujosa de tardor. Encalçaria pels carrers, pels bars, per les escales mecàniques dels grans magatzems, els cossos que es ressemblessin al de l'Ann, al de la Maria, als del Butler i Gerard... »
« Je devrais vivre sans eux comme je le faisais avant d’arriver là-bas. Ce serait une vie différente. Une autre existence pour dérouler un jour après l'autre. Je vivrais avec des fantômes, des ombres traversant les ponts de ma ville. Des mots que personne ne prononcerait, mais que j'entendrais clairement lors de n'importe quel après-midi pluvieux d'automne. Je suivrais les rues, les bars, les escalators des grands magasins, les corps qui ressemblaient à ceux d'Ann, de Maria, de Butler et de Gerard... »

## Œuvre

### Poésie
- Grills esmolen ganivets a trenc de por, Valence, L'Estel, 1974[2].
- L'ou de la gallina fosca, Barcelone, Curial, 1975[2].
- Vaixell de folls, Valence, Septimomiau, 1979[2].
- Coltell al cap, 1980[2].
- Bardissa de foc, Barcelone, Edicions del Mall, 1981[2].
- La paüra dels crancs. Pròleg de Gaspar Jaén. Valence, Tres i Quatre, 1986[2].
- Tria personal (1973-1987), Valence, Edicions de la Guerra, 1992[2].
- Magrana, Valence, Brosquil, 2004[2].
- Atlas (Correspondència 2005-2007), Valence, Tàndem, 2008. En collaboration avec le peintre Pere Salinas[4].
- Grafies·Incisions, Valence, Editilde, 2010. En collaboration avec le peintre Pere Salinas[4].
- A deslloc, Valence, Edicions de la Guerra, 2010. II Prix Carles Salvador[2].
- O: llibre d'hores, Carcaixent, Edicions 96, 2014. En collaboration avec le peintre Pere Salinas.
- El plom de l'ham, Barcelone, Edicions 62, 2014. LII Prix Ausiàs March de Poesia.
- Magrana-Granada, trad. de Lola Andrés, Madrid, Amagord, 2018.
- La nit transeünt, Palma, Lleonard Muntaner, 2019.
- Líquens. Avec Veronika Paulics. La Pobla de Farnals, Edicions del Buc, 2023.

### Roman
Drumcondra, Valence, Tres i Quatre, 1991.

### Traductions
- Esfera. Una antologia, d'Orides Fontela (en) (Valence, Tres i Quatre, 2010).
- Margeando o caos | Vorejant el caos, de Majela Colares (Rio de Janeiro, Confraria do Vento, 2013).
- Després del diluvi i altres poemes, d'Antônio Moura (Carcaixent: Edicions 96, 2013).